# 明石酒類醸造
明石酒類醸造株式会社(あかししゅるいじょうぞう)は、兵庫県明石市大蔵八幡町にある、1856年(安政3年)創業の酒造メーカー。

## 沿革
- 1856年 - 創業。醤油の製造・両替商を始める。
- 1918年 - 兵庫県明石市船上町に明石酒類醸造株式会社設立。
- 1945年 - 明石醗酵工業株式会社に社名変更。空襲で工場が全焼。
- 1946年 - 工場の建物を再建。
- 1955年 - 「明石鯛」シリーズの製造・販売を始める。
- 2006年 - 明石酒類醸造株式会社に社名再変更。
- 2009年 - 明石市大蔵八幡町に移転[2]。
- 2010年 - 純米大吟醸「明石鯛が、モンドセレクションの金賞を受賞（2011年まで2年連続受賞）。

## 特色
- 三木市東条町産の山田錦を使用[3]。
- 1996年、2000年全国新酒鑑評会にて金賞を受賞[4]。

## 代表銘柄
- 純米大吟醸「明石鯛」
- 純米酒「明石鯛」
- リキュール 明石清水のとろとろいちごリキュール
- 雑酒「どぶろく」
- あまざけ

## リンク
- 明石酒類醸造
- 公式Facebook